# Zaleptus niger
Zaleptus niger is een hooiwagen uit de familie Sclerosomatidae.